# 愛知県薬剤師会
一般社団法人愛知県薬剤師会（あいちけんやくざいしかい、英称: Aichi Pharmaceutical Association）は、愛知県の薬剤師を会員とする法人。

## 沿革
- 1889年（明治22年）3月20日 - 愛知県薬剤師会を創立[3]。
- 1926年（大正15年）6月 - 公法人愛知県薬剤師会を設立[3]。
- 1948年（昭和23年） - 愛知県薬剤師協会に改組[3]。
- 1962年（昭和37年）8月 - 社団法人愛知県薬剤師会に改称[3]。
- 2013年（平成25年）4月 - 一般社団法人に移行[3]。

## 本部所在地
〒460-0002 愛知県名古屋市中区丸の内2-3-1

## 郡市薬剤師会
- 名古屋市薬剤師会
- 碧南高浜薬剤師会
- 豊田西加茂薬剤師会
- 岡崎薬剤師会
- 尾北薬剤師会
- 瀬戸旭長久手薬剤師会
- 知多市薬剤師会